# Neohyophila lingulata
Neohyophila lingulata là một loài rêu trong họ Pottiaceae. Loài này được (Cardot) H.A. Crum mô tả khoa học đầu tiên năm 1965.